# Músculo iliocostal
O músculo iliocostal é um dos músculos extensores dorsais que mantem a postura ereta. Junto ao quadrado lombar e ao epiespinoso, formam os músculos eretores da espinha.
Possui 3 segmentos:
- Cervical
- Torácico
- Lombar

## Iliocostal cervical
O cervicalis ascendens surge a partir dos ângulos da terceira, quarta, quinta e sexta costelas, e se insere na parte posterior dos processos transversos da quarta, quinta e sexta vértebras cervicais (C4, C5 e C6).

## Iliocostal dorsal
O iliocostal dorsi, musculus accessorius ou iliocostalis thoracis começam como tendões das seis costelas medialmente a inserção dos tendões do iliocostal lombar (T6-T7), tornam-se musculares, e se inserem nas regiões superiores dos ângulos das costelas superiores seis e na parte de trás dos processos transversos da sétima vértebra cervical.

## Iliocostal lombar
O iliocostal lumborum ou mus sacrolumbalis é inserido, por seis ou sete tendões achatados nas regiões inferiores dos ângulos das seis ou sete costelas inferiores.